# Coscinaraea mcneilli
Coscinaraea mcneilli is een rifkoralensoort uit de familie van de Coscinaraeidae. De wetenschappelijke naam van de soort is voor het eerst geldig gepubliceerd in 1962 door Wells.